# 4.ª edición de los Crunchyroll Anime Awards
La 4.ª edición de los Crunchyroll Anime Awards se llevó a cabo el 15 de febrero de 2020, en honor a la excelencia en el anime de 2019. Crunchyroll anunció las categorías y la lista de jueces para los premios 2020 el 17 de diciembre, señalando que la lista aún no está completa. También notaron que han aumentado el número de jueces en más del 50%, y más de la mitad de ellos provienen de fuera de los Estados Unidos. Los nominados se anunciaron el primer día de votación, el 10 de enero. La nominados se anunciaron el primer día de votación, el 10 de enero, y los resultados se anunciaron el 15 de febrero. El espectáculo fue presentado por el luchador de la WWE Xavier Woods y Tim. Lyu. Varias personalidades de la comunidad del anime fueron invitadas a presentar los premios.

## Ganadores y nominados
Había 18 categorías. Mejor Pareja fue reinstalada luego de estar ausente en las dos últimas ediciones. Mejor Banda Sonora, Mejor Drama y Mejor Comedia también se restablecieron después de estar ausentes en la edición del año pasado. Se descartaron Mejor Película y Mejor Serie Continuada. Se introdujo una nueva categoría, Mejor fantasía. Carole & Tuesday, Demon Slayer: Kimetsu no Yaiba y Vinland Saga recibieron cada uno nueve nominaciones, incluido el Anime del año. Mamoru Miyano fue nominado por segunda vez consecutiva al premio Mejor Interpretación de Voz (Japonés). La cantante japonesa Aimer recibió su tercera nominación, la segunda consecutiva, en la categoría de Mejor Secuencia de Cierre. El compositor australiano Kevin Penkin recibió su segunda nominación a Mejor Banda Sonora. Los temas de apertura y cierre de Carole & Tuesday, ambos cantados por Nai Br.XX y Celeina Ann, fueron nominados en sus respectivas categorías.
Demon Slayer: Kimetsu no Yaiba ganó el premio Anime del Año. Su protagonista principal, Tanjiro Kamado, ganó el Mejor Personaje Masculino. También fue nominado en la categoría de Mejor Protagonista, solo para perder ante Senku Ishigami de Dr. Stone. Demon Slayer está empatado con Kaguya-sama wa Kokurasetai: Tensai-tachi no Ren'ai Zunōsen en recibir la mayor cantidad de victorias. Kaguya-sama también ganó Mejor comedia y Mejor Secuencia de Cierre. Vinland Saga ganó el premio al Mejor Drama, mientras que The Promised Neverland ganó el premio inaugural a la Mejor Fantasía. La segunda temporada de Mob Psycho 100 ganó en la categoría de Mejor Animación. El compositor canadiense Mocky ganó el premio a la mejor partitura por su trabajo en Carole & Tuesday. George Wada, productor de anime y presidente de Wit Studio, recibió el premio Icono de la Industria.

### Categorías
Indica el ganador dentro de cada categoría, mostrado al principio y resaltado en negritas. A continuación se listan los nominados y ganadores de los Crunchyroll Anime Awards:
| Anime del Año - Demon Slayer: Kimetsu no Yaiba — Ufotable - Carole & Tuesday — Bones - Mob Psycho 100 II (temporada 2) — Bones - Araburu Kisetsu no Otome-domo yo — Lay-duce - The Promised Neverland — CloverWorks - Vinland Saga — Wit Studio | Mejor Protagonista - Senku Ishigami — Dr. Stone - Emma — The Promised Neverland - Hyakkimaru — Dororo - Saitama — One-Punch Man (temporada 2) - Tanjiro Kamado — Demon Slayer: Kimetsu no Yaiba - Tohru Honda — Fruits Basket |
| Mejor Antagonista - Isabella — The Promised Neverland - Ai Magase — Babylon - Angela Carpenter — Carole & Tuesday - Askeladd — Vinland Saga - Garou — One-Punch Man (temporada 2) - Overhaul — My Hero Academia (temporada 4) | Mejor Personaje Masculino - Tanjiro Kamado — Demon Slayer: Kimetsu no Yaiba - Bruno Bucciarati — JoJo's Bizarre Adventure: Golden Wind - Hyakkimaru — Dororo - Kanata Hoshijima — Kanata no Astra - Naruzo Machio — Dumbbell Nan-Kilo Moteru? - Shigeo "Mob" Kageyama — Mob Psycho 100 II (temporada 2) |
| Mejor Personaje Femenino - Raphtalia — The Rising of the Shield Hero - Carole — Carole & Tuesday - Chika Fujiwara — Kaguya-sama wa Kokurasetai: Tensai-tachi no Ren'ai Zunōsen - Emma — The Promised Neverland - Kohaku — Dr. Stone - Nezuko Kamado — Demon Slayer: Kimetsu no Yaiba | Mejor Secuencia de Apertura - "99.9" por Mob Choir ft. Sajou no Hana — Mob Psycho 100 II (temporada 2) - "Inferno" por Mrs. Green Apple — En'en no Shōbōtai - "Kawaki wo Ameku" por Minami — Domestic na Kanojo - "Kiss Me" por Nai Br.XX & Celeina Ann — Carole & Tuesday - "Mukanjyo" por Survive Said The Prophet — Vinland Saga - "Touch Off" por UVERworld — The Promised Neverland                                                                              |
| Mejor Secuencia de Cierre - "Chikatto Chika Chikaa♡" por Konomi Kohara — Kaguya-sama: Love Is War - "Hold Me Now " por Nai Br.XX & Celeina Ann — Carole & Tuesday - "Sayonara Gokko" por amazarashi — Dororo - "Stand by Me" por the peggies — Sarazanmai - "Torches" por Aimer — Vinland Saga - "veil" por Keina Suda — En'en no Shōbōtai                                                                                          | Mejor Interpretación de Voz (Japonés) - Yuichi Nakamura como Bruno Bucciarati — JoJo's Bizarre Adventure: Golden Wind - Mamoru Miyano como Reo Niiboshi — Sarazanmai - Saori Hayami como Shinobu Kochou — Demon Slayer: Kimetsu no Yaiba - Yukino Satsuki como Ai Magase — Babylon - Yusuke Kobayashi como Senku Ishigami — Dr. Stone - Yūko Kaida como Isabella — The Promised Neverland                                                                             |
| Mejor Interpretación de Voz (Inglés) - Billy Kametz como Naofumi Iwatani — The Rising of the Shield Hero - Casey Mongillo como Shinji Ikari — Neon Genesis Evangelion - Erica Mendez como Retsuko — Aggretsuko (temporada 2) - Faye Mata como Aqua — KonoSuba: God’s Blessing on this Wonderful World! - Kyle McCarley como Shigeo "Mob" Kageyama — Mob Psycho 100 II (temporada 2) - Laura Bailey como Tohru Honda — Fruits Basket | Mejor Director - Tetsurō Araki y Masashi Koizuka — Shingeki no Kyojin (temporada 3) - Kiyotaka Suzuki — Babylon - Kunihiko Ikuhara — Sarazanmai - Shinichirō Watanabe y Motonobu Hori — Carole & Tuesday - Shuhei Yabuta — Vinland Saga - Yuzuru Tachikawa — Mob Psycho 100 II (temporada 2) |
| Mejor Animación - Mob Psycho 100 II (temporada 2) — Bones - Shingeki no Kyojin (temporada 3) — Wit Studio - Demon Slayer: Kimetsu no Yaiba — Ufotable - Fate/Grand Order - Absolute Demonic Front: Babylonia — CloverWorks - Sarazanmai — MAPPA / Lapin Track - Vinland Saga — Wit Studio | Mejor Diseño de Personajes - Satoshi Iwataki, diseño original por Hiroyuki Asada — Dororo - Kayoko Ishikawa, diseño original por Miggy — Sarazanmai - Takahiko Abiru, diseño original por Makoto Yukimura — Vinland Saga - Tsunenori Saito, diseño original por Eisaku Kubonouchi — Carole & Tuesday - Yuko Iwasa, diseño original por Boichi — Dr. Stone - Yuko Yahiro, diseño original por Aka Akasaka — Kaguya-sama wa Kokurasetai: Tensai-tachi no Ren'ai Zunōsen |
| Mejor Escena de Combate - Tanjiro & Nezuko vs. Rui — Demon Slayer: Kimetsu no Yaiba - Emperor Crimson vs. Metallic — JoJo's Bizarre Adventure: Golden Wind - Levi vs. Titán Bestia— Shingeki no Kyojin (temporada 3) - Mob vs. Toichiro — Mob Psycho 100 II (temporada 2) - Thorfinn vs. Thorkell — Vinland Saga - Ushiwakamaru vs. Tiamat — Fate/Grand Order - Absolute Demonic Front: Babylonia                                   | Mejor Drama - Vinland Saga — Wit Studio - Babylon — Revoroot - Carole & Tuesday — Bones - Fruits Basket — TMS Entertainment - Hoshiai no Sora — 8-Bit - The Promised Neverland — CloverWorks |
| Mejor Comedia - Kaguya-sama wa Kokurasetai: Tensai-tachi no Ren'ai Zunōsen — A-1 Pictures - Aggretsuko (temporada 2) — Fanworks - Dumbbell Nan-Kilo Moteru? — Doga Kobo - Isekai Quartet — Studio Puyukai - Dōkyonin wa Hiza, Tokidoki, Atama no Ue. — Zero-G - Sarazanmai — MAPPA / Lapin Track | Mejor Banda Sonora - Mocky — Carole & Tuesday - Go Shiina y Yuki Kajiura — Demon Slayer: Kimetsu no Yaiba - Hiroyuki Sawano — Shingeki no Kyojin (temporada 3) - Kevin Penkin — The Rising of the Shield Hero - Tatsuya Kato, Hiroaki Tsutsumi, y Yuki Kanesaka — Dr. Stone - Yugo Kanno — JoJo's Bizarre Adventure: Golden Wind |
| Mejor Pareja - Kaguya Shinomiya & Miyuki Shirogane — Kaguya-sama wa Kokurasetai: Tensai-tachi no Ren'ai Zunōsen - Baki Hanma & Kozue Matsumoto — Baki - Mafuyu Sato & Ritsuka Uenoyama — Given - Reo & Mabu — Sarazanmai - Rika Zonazaki & Shun Amagi — Araburu Kisetsu no Otome-domo yo - Ymir & Historia — Shingeki no Kyojin (temporada 3)                                                                                       | Mejor Fantasía - The Promised Neverland — CloverWorks - Ascendance of a Bookworm — Ajia-do Animation Works - Kanata no Astra — Lerche - Shingeki no Kyojin (temporada 3) — Wit Studio - Demon Slayer: Kimetsu no Yaiba — Ufotable - Sarazanmai — MAPPA / Lapin Track |
| Premio Icono de la Industria - George Wada | |
| Fuente: | |

## Estadísticas

### Anime con múltiples nominaciones
| Nominaciones | Anime                                                      |
| ------------ | ---------------------------------------------------------- |
| 9            | Carole & Tuesday                                           |
| 9            | Demon Slayer: Kimetsu no Yaiba                             |
| 9            | Vinland Saga                                               |
| 8            | Sarazanmai                                                 |
| 8            | The Promised Neverland                                     |
| 7            | Mob Psycho 100 II (temporada 2)                            |
| 6            | Shingeki no Kyojin (temporada 3)                           |
| 5            | Dr. Stone                                                  |
| 5            | Kaguya-sama wa Kokurasetai: Tensai-tachi no Ren'ai Zunōsen |
| 4            | Babylon                                                    |
| 4            | Dororo                                                     |
| 4            | JoJo's Bizarre Adventure: Golden Wind                      |
| 3            | Fruits Basket                                              |
| 3            | The Rising of the Shield Hero                              |
| 2            | Aggretsuko (temporada 2)                                   |
| 2            | Kanata no Astra                                            |
| 2            | Fate/Grand Order - Absolute Demonic Front: Babylonia       |
| 2            | En'en no Shōbōtai                                          |
| 2            | Dumbbell Nan-Kilo Moteru?                                  |
| 2            | Araburu Kisetsu no Otome-domo yo                           |
| 2            | One-Punch Man (temporada 2)                                |

### Anime con múltiples victorias
| Gana | Anime                                                      |
| ---- | ---------------------------------------------------------- |
| 3    | Demon Slayer: Kimetsu no Yaiba                             |
| 3    | Kaguya-sama wa Kokurasetai: Tensai-tachi no Ren'ai Zunōsen |
| 2    | Mob Psycho 100 II (temporada 2)                            |
| 2    | The Promised Neverland                                     |
| 2    | The Rising of the Shield Hero                              |